# 巴基·瓦特斯
威廉·亨利·「巴基」·瓦特斯（英語：William Henry "Bucky" Walters，1909年4月19日—1991年4月20日），為前美國職棒大聯盟的投手與三壘手。生涯曾效力於勇士、紅襪、費城人與紅人等隊。他生涯6度入選明星賽，並在1939年拿下投手三冠王與國聯MVP。

## 職業生涯
瓦特斯在1931年登上大聯盟，但他在前兩年的打擊率合計僅有1成91。1933年，他在3A繳出3成76的打擊率，並獲得紅襪的青睞。他在紅襪合計繳出2成44的打擊率，並敲出8轟。
1934年6月14日，瓦特斯被交易到費城人，並決定棄打從投。他在9月24日上場後援2局無安打，6天後先發，更是繳出5局失1分的好表現。1935年，瓦特斯拿下9勝，隔年拿下14勝。1938年，瓦特斯被交易到紅人。
1939年和1940年，瓦特斯都幫助紅人拿下國聯冠軍。其中1939年他更是拿下投手三冠王，並獲選為國聯MVP。1940年，他以22勝與2.48的防禦率同時拿下勝投王和防禦率王。1939年世界大賽，瓦特斯吞下2敗，紅人遭到洋基橫掃。不過在1940年世界大賽，瓦特斯拿下2勝。而他還在系列賽開轟，最後紅人以4勝3敗打敗老虎，拿下世界大賽冠軍。
1944年，瓦特斯以23勝8敗拿下聯盟勝投王，整季防禦率僅有2.40。
1948年8月6日，瓦特斯被任命為總教練。不過他在紅人帶隊兩年期間，紅人只拿下81勝123敗。1950年，他短暫以投手身分到勇士投了4局以後，便正式轉為投手教練。之後他也到巨人擔任投手教練。1958年，他入選紅人隊名人堂。
1991年，就在過完82歲生日後一天，瓦特斯與世長辭。2008年8月，他獲得資深選手委員會的提名參與名人堂票選，不過最後未能入選。

## 生涯打擊成績
| 出賽次數 | 打席 | 打數 | 得分 | 安打 | 二安 | 三安 | 全壘打 | 打點 | 盜壘 | 保送 | 三振 | 打擊率 | 上壘率 | 長打率 | OPS  |
| -------- | ---- | ---- | ---- | ---- | ---- | ---- | ------ | ---- | ---- | ---- | ---- | ------ | ------ | ------ | ---- |
| 1990     | 9020 | 8043 | 1642 | 2544 | 286  | 161  | 69     | 1015 | 583  | 871  | 498  | .316   | .386   | .418   | .803 |

## 外部連結
- 球員資訊和成績在MLB，ESPN，Baseball-Reference，Fangraphs（英文）